# ロバート・ネルソン (カナダの政治家)
ロバート・ネルソン（Robert Nelson、1794年8月8日 - 1873年3月1日）は、アングロ＝ケベック人（Anglo-Quebecer：ケベック出身の英語話者）の医師で、19世紀にケベック（ローワー・カナダ）で起こったローワー・カナダの反乱 (Lower Canada Rebellion) の指導者のひとり。
ネルソンは、モントリオール近郊のソーレル（Sorel：現在のソーレル＝トラシー (Sorel-Tracy) の一部）で生まれた。父ウィリアム・ネルソン (William Nelson) は、イングランド北部ノース・ヨークシャー州ニューシャム (Newsham) から植民地時代のアメリカへ移住した移民であった。母ジェーン・ダイズ (Jane Dies) は教師であり、その父親はニューヨーク州一帯で重きを成した地主のひとりであった。ネルソンは長じてモントリオールで医学を学び、後にマサチューセッツ州へ赴いてハーバード大学でも医学を学んだ。1812年に勃発した米英戦争の間、デシャンボー軍団 (the Deschambault Corps) やインディアン・ブレーブス軍団 (the Indian Braves Corps) の軍医となった。
1827年、ネルソンは、同じく医師で愛国党（カナダ党）の党員であった兄ウォルフレッド・ネルソン (Wolfred Nelson) の招きを受け、政界に足を踏み入れた。1837年11月24日、ネルソンは、ほかの何人もの政治家たちと一緒に逮捕された。ネルソンは、サン・ドニの戦いに参加した兄ウォルフレッドとは異なり、反乱に関わっていなかったとされて、間もなく釈放された。しかし、この逮捕は、ネルソンに、アメリカ合衆国に逃亡した反乱者たちへ合流する決意をさせることになった。愛国党の指導部は、臨時政府（亡命政府）の迅速な設置と、合衆国側からの攻撃の実施を投票で決定した。愛国党の幹部の中にも、ルイ＝ジョセフ・パピノー (Louis-Joseph Papineau) のように、この考えに反対票を投じた者もいた。ロバート・ネルソンは攻撃軍の将軍に任じられ、またローワー・カナダ共和国 (Republic of Lower Canada) の大統領予定者に選出された。
1838年2月28日、ネルソンは、およそ300人の軍勢とともに、バーモント州オルバーグ (Alburgh) に陣営を張った。ネルソンはローワー・カナダ共和国の独立を宣言し、独立宣言書 (Declaration of Independence of Lower Canada) の写しを配布した。その直後、彼らは合衆国の中立を定めた法に触れる行為をしたとして、アメリカ合衆国陸軍によって逮捕された。裁判の結果、愛国党の主張に同情的であった陪審団の判断によって、ネルソンはじめ逮捕者たちは釈放された。
この攻撃計画の頓挫の後、ロバート・ネルソンや、他の主戦派の人々は、時間をかけて新たな攻撃計画を練り直すことを決めた。ローワー・カナダ、および、アッパー・カナダにおけるイギリス植民地政府の転覆と、それに代わる民主的主権国家としての共和国の設立を目指して、非公然の準軍事組織フルーレ・シャスール (Frères chasseurs) が組織された。第二次攻撃は、1838年11月3日から始まった。しかし、ことは計画通りには運ばず、侵入した攻撃軍は撤退を余儀なくされた。
ネルソンはじめ関係者は、最終的にはイギリス植民地政府から恩赦を与えられ、故郷に帰還することを許された。
ロバート・ネルソンは、1873年にニューヨーク市のスタテン島において、78歳で死去した。遺体は、モントリオールのノートル・ダム・デ・ネージュ墓地 (Notre Dame des Neiges Cemetery) に埋葬された。